# Challenger Cup de Voleibol Feminino
A Challenger Cup de Voleibol Feminino foi uma competição internacional de voleibol disputada por seleções femininas filiadas à Federação Internacional de Voleibol (FIVB), órgão governamental global do esporte. A sua primeira edição disputou-se em 2018 e a última em 2024.
A Challenger Cup realizava-se sempre após a fase final da Liga das Nações e o seu vencedor ganhava o direito de participar da Liga das Nações do ano seguinte, substituindo a pior colocada do grupo de seleções "desafiantes".

## Formato da competição
Nas duas primeiras edições, seis equipes participaram da Challenger Cup, sendo divididas em dois grupos de três equipes cada na primeira fase. As duas melhores equipes de cada grupo se classificavam para as semifinais. As vencedoras das semifinais avançavam para disputar o título da Challenger Cup. A campeã se classificava para a Liga das Nações do ano seguinte.
Nos últimos anos passou a contar com oito seleções e a ser disputada em sistema eliminatório simples: quartas de final, semifinal, jogo pelo terceiro lugar e final.

## Qualificação
Disputaram a competição na sua edição inaugural, em 2018, cinco equipes das cinco confederações continentais, mais a seleção do país sede. Cada confederação continental era responsável por determinar as equipes que se qualificam para a Challenger Cup, podendo organizar um torneio de classificação ou usar uma competição existente para definir o(s) seu(s) representante(s).
Desde 2022 é disputada pelas melhores seleções ranqueadas por cada confederação (cinco), mais a seleção do país sede, a campeã da Liga Europeia Ouro e a rebaixada da Liga das Nações da mesma temporada.
Distribuição de vagas
| Confederação                                   | Vagas |
| ---------------------------------------------- | ----- |
| País-sede                                      | 1     |
| AVC (Ásia e Oceania)                           | 1     |
| CAVB (África)                                  | 1     |
| CSV (América do Sul)                           | 1     |
| NORCECA (Américas do Norte e Central e Caribe) | 1     |
| CEV (Europa)                                   | 2     |
| Rebaixada da Liga das Nações                   | 1     |
| Total                                          | 8     |

## História
Em outubro de 2017, a FIVB anunciou a criação de um novo torneio anual em parceria com a IMG e 21 federações nacionais, denominado de Liga das Nações, mais conhecida pelo seu acrônimo VNL, proveniente de sua nomenclatura em língua inglesa (Volleyball Nations League). Com 16 seleções na disputa da competição principal, foi criada também a Challenger Cup, servindo como um torneio de qualificação para a VNL do ano posterior. 
Para a edição de 2018, classificaram-se pela CEV a Bulgária e a Hungria, campeã e vice-campeã, respectivamente, da Liga Europeia de 2018. Pela AVC classificou-se o Cazaquistão, pela NORCECA definiu-se Porto Rico e pela CSV, a Colômbia ocupou o lugar de representante sul-americano do Peru, uma vez que esse foi eleito sede do torneio. Posteriormente, devido à desistência das cazaques, a Austrália foi nomeada como a representante da Ásia. A Bulgária tornou-se a primeira campeã do torneio ao vencer a Colômbia na decisão por 3 sets a 1; por sua vez, as peruanas caíram no tie break contra as porto-riquenhas.
Pelo segundo ano consecutivo, a cidade de Lima teve o privilégio de receber a competição. Unindo-se às anfitriãs, cinco seleções estrearam: Canadá, Taipé Chinês, Argentina, República Checa e Croácia. Dono da casa, o Peru, que finalizou na quinta posição junto a Taipé Chinês, viu as suas rivais continentais argentinas e canadenses subirem ao pódio, ao baterem as croatas e as checas, na disputa pelo bronze e pelo ouro, respectivamente. Com o título, o Canadá garantiu uma vaga como equipe desafiante na Liga das Nações de 2020.

## Quadro de medalhas
| Ordem | País       | Medalha de ouro | Medalha de prata | Medalha de bronze |   |
| ----- | ---------- | --------------- | ---------------- | ----------------- | - |
| 1     | Chéquia    | 1               | 1                | 0                 | 2 |
| 2     | Bulgária   | 1               | 0                | 0                 | 1 |
| 2     | Canadá     | 1               | 0                | 0                 | 1 |
| 2     | Croácia    | 1               | 0                | 0                 | 1 |
| 2     | França     | 1               | 0                | 0                 | 1 |
| 6     | Porto Rico | 0               | 1                | 2                 | 3 |
| 7     | Colômbia   | 0               | 1                | 1                 | 2 |
| 8     | Bélgica    | 0               | 1                | 0                 | 1 |
| 8     | Suécia     | 0               | 1                | 0                 | 1 |
| 10    | Argentina  | 0               | 0                | 1                 | 1 |
| 10    | Vietnã     | 0               | 0                | 1                 | 1 |

## Aparições
| País         | 2018 (6) | 2019 (6) | 2022 (8) | 2023 (8) | 2024 (8) | Total |
| Argentina    | •        | 3º       | •        | •        | 8º       | 2     |
| Austrália    | 5º       | •        | •        | •        | •        | 1     |
| Bélgica      | •        | •        | 2º       | •        | 4º       | 2     |
| Bulgária     | 1º       | •        | •        | •        | •        | 1     |
| Camarões     | •        | •        | 8º       | •        | •        | 1     |
| Canadá       | •        | 1º       | •        | •        | •        | 1     |
| Cazaquistão  | •        | •        | 7º       | •        | •        | 1     |
| Chéquia      | •        | 2º       | 6º       | •        | 1º       | 3     |
| Colômbia     | 2º       | •        | 4º       | 3º       | •        | 3     |
| Croácia      | •        | 4º       | 1º       | 7º       | •        | 3     |
| Filipinas    | •        | •        | •        | •        | 7º       | 1     |
| França       | •        | •        | 5º       | 1º       | •        | 2     |
| Hungria      | 5º       | •        | •        | •        | •        | 1     |
| México       | •        | •        | •        | 5º       | •        | 1     |
| Peru         | 4º       | 5º       | •        | •        | •        | 2     |
| Porto Rico   | 3º       | •        | 3º       | •        | 2º       | 3     |
| Quênia       | •        | •        | •        | 6º       | 5º       | 2     |
| Suécia       | •        | •        | •        | 2º       | 6º       | 2     |
| Taipé Chinês | •        | 5º       | •        | •        | •        | 1     |
| Ucrânia      | •        | •        | •        | 4º       | •        | 1     |
| Vietnã       | •        | •        | •        | 8º       | 3º       | 2     |